# Midazolam
Midazolam – organiczny związek chemiczny, lek psychotropowy z rodziny benzodiazepin. Wykazuje  szybkie i bardzo silne działanie nasenne i uspokajające, w dużych dawkach anestetyczne (znieczulające ogólnie), ponadto działa przeciwlękowo, przeciwdrgawkowo; jest też środkiem rozluźniającym mięśnie. W dużych dawkach dożylnych indukuje znieczulenie ogólne. Charakteryzuje się szybkim początkiem i krótkim czasem działania. Po podaniu doustnym działa on ok. 4 h, a po podaniu dożylnym ok. 1 h. Podlega efektowi pierwszego przejścia przez wątrobę, dlatego jego biodostępność przy podaniu doustnym nie przekracza około trzydziestu procent. Wykazuje znaczny potencjał uzależniający (w Polsce sklasyfikowany jest w grupie IV-P środków odurzających i substancji psychotropowych).

## Działanie i zastosowania
Dominuje efekt nasenny, amnestyczny, działa również rozluźniająco na mięśnie, przeciwdrgawkowo i anksjolitycznie. Działaniem przypomina estazolam, działa jednak krócej i silniej. Podawany doustnie jako lek nasenny oraz premedykacja przed zabiegami chirurgicznymi. Stosowany też w ciężkich przypadkach bezsenności. W anestezjologii stosowany dożylnie jako składnik znieczulenia złożonego, TIVA lub jako lek w sedacji na oddziałach intensywnej terapii. Podany domięśniowo wykazuje skuteczność w leczeniu stanu padaczkowego. W medycynie paliatywnej używany do zwalczania lęku u pacjentów umierających, zalecany do tego celu w Szwecji przez szwedzki ogólnokrajowy program leczenia paliatywnego. W epilepsji stosowany jest do hamowania drgawek u dzieci i młodzieży.

## Działania niepożądane
Midazolam powoduje depresję krążenia, działając bezpośrednio na mięsień sercowy. W hipowolemii, ukrytej jak i jawnej, szybkie podanie pełnej dawki może spowodować istotny spadek ciśnienia. Lek powoduje zależną od dawki depresję oddechową, której stopień zależy od drogi podawania (najsilniejsza jest po podaniu dożylnym) i dawki. Depresja oddechowa jest łatwo odwracalna przez podanie flumazenilu. Rzadko opisywano wystąpienie splątania i niepamięci.

## Dawkowanie
Dawka doustna w postaci tabletek wynosi 7,5–15 mg. Dawka dożylna dla dorosłych wynosi:
- sedacja: 3,5–7,5 mg
- sedacja podczas IOM: dawka nasycająca: 0,03–0,3 mg/kg z przyrostem 1–2,5 mg; dawka podtrzymująca: 0,03–0,2 mg/kg/h
- premedykacja anestezjologiczna: 1–2 mg, powtarzane; można też stosować 0,07–0,1 mg/kg domięśniowo
- indukcja znieczulenia (z premedykacją): 0,15–0,2 mg/kg
- indukcja znieczulenia (bez premedykacji): 0,3–0,35 mg/kg
- składnik uspokajający w znieczuleniu łączonym: dawki przerywane 0,03–0,1 mg/kg lub wlew ciągły 0,03–0,1 mg/kg/h

W leczeniu epilepsji u dzieci i młodzieży stosuje się dawkę 2,5–10 mg doustnie w postaci roztworu chlorowodorku lub maleinianu midazolamu.
Dawka podskórna (w medycynie paliatywnej) to 1–2,5 mg w jednorazowej iniekcji lub 0,4 mg/h we wlewie podskórnym przy pomocy pompy strzykawkowej; według innego źródła 2,5 mg w jednorazowej iniekcji (producent leku w charakterystyce produktu leczniczego nie przewiduje podawania podskórnego ani nie podaje dawek do podawania podskórnego).

## Preparaty dostępne w Polsce
W Polsce dostępny jest pod nazwami Dormicum (tabletki na receptę) oraz Midanium, Midazolam Accord i Sopodorm 2 (roztwory w leczeniu zamkniętym).